# Eupilema scapulare
Eupilema scapulare är en manetart som beskrevs av Ernst Haeckel 1880. Eupilema scapulare ingår i släktet Eupilema och familjen Rhizostomatidae. Inga underarter finns listade i Catalogue of Life.